# Соната для фортепиано № 2 (Рахманинов)
Соната для фортепиано № 2 си-бемоль минор, ор. 36 — фортепианная соната Сергея Рахманинова, написана в 1913 году, отредактирована в 1931 году, состоит из трёх частей.
1. Allegro agitato
2. Non allegro
3. Allegro molto

Исполнение оригинальной версии длится около 25 минут. Пересмотренный вариант сокращён примерно до 19 минут.
В 1940 году, с согласия композитора, пианист Владимир Горовиц создал новую версию сонаты, представляющую собой смесь версий 1913 и 1931 годов. Многие пианисты, в том числе Рут Ларедо и Элен Гримо, использовали издание Горовица при исполнении этой композиции. Исполнение слитой версии длится около 22 минут.
Композиция отличается сложностью, сплетённой структурой. Рахманинов широко использовал эффект диссонанса и развил его применение в сонатах в более глубоком спектре, чем его предшественник Фредерик Шопен.